# Ten Boer
Pour les articles homonymes, voir Boer.

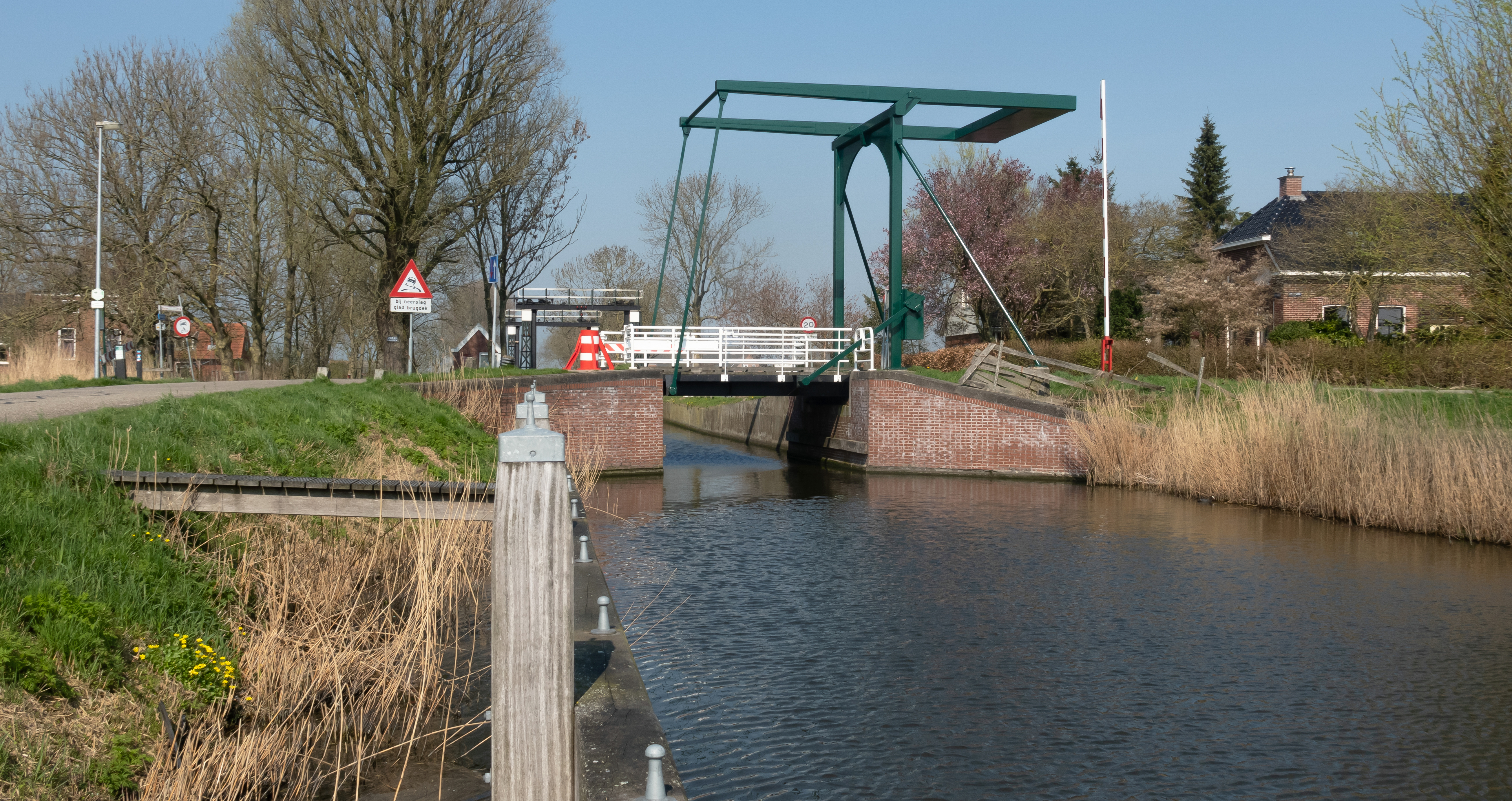
Le pont basculant près de la rue Wolddijk-Stadsweg

Ten Boer est un village de la commune néerlandaise de Groningue, situé dans la province de Groningue. Il formait une commune indépendante avant le 1er janvier 2019, date de son rattachement à la commune de Groningue.

## Géographie
Le village est situé à 10 km au nord-est de Groningue, sur la route nationale no 360 qui relie cette ville à Delfzijl. Il est traversé par le Damsterdiep.

## Histoire
Avant le 1er janvier 2019 et son rattachement à Groningue, Ten Boer était le chef-lieu d'une commune comprenant également les villages de Garmerwolde, Lellens, Sint-Annen, Ten Post, Thesinge, Winneweer, Wittewierum et Woltersum, ainsi que les hameaus d'Achter-Thesinge, Boltklap, Bouwerschap, Bovenrijge, Kröddeburen et Oosterdijkshorn.

## Démographie
Le 1er janvier 2019, le village comptait 4 690 habitants.